# Avenue du Président-John-Fitzgerald-Kennedy (Joinville-le-Pont et Saint-Maurice)
Pour les articles homonymes, voir Avenue du Président-John-Fitzgerald-Kennedy.
L'avenue du Président-John-Fitzgerald-Kennedy est une voie de communication de Joinville-le-Pont et de Saint-Maurice. Elle suit la route départementale 148.

## Situation et accès

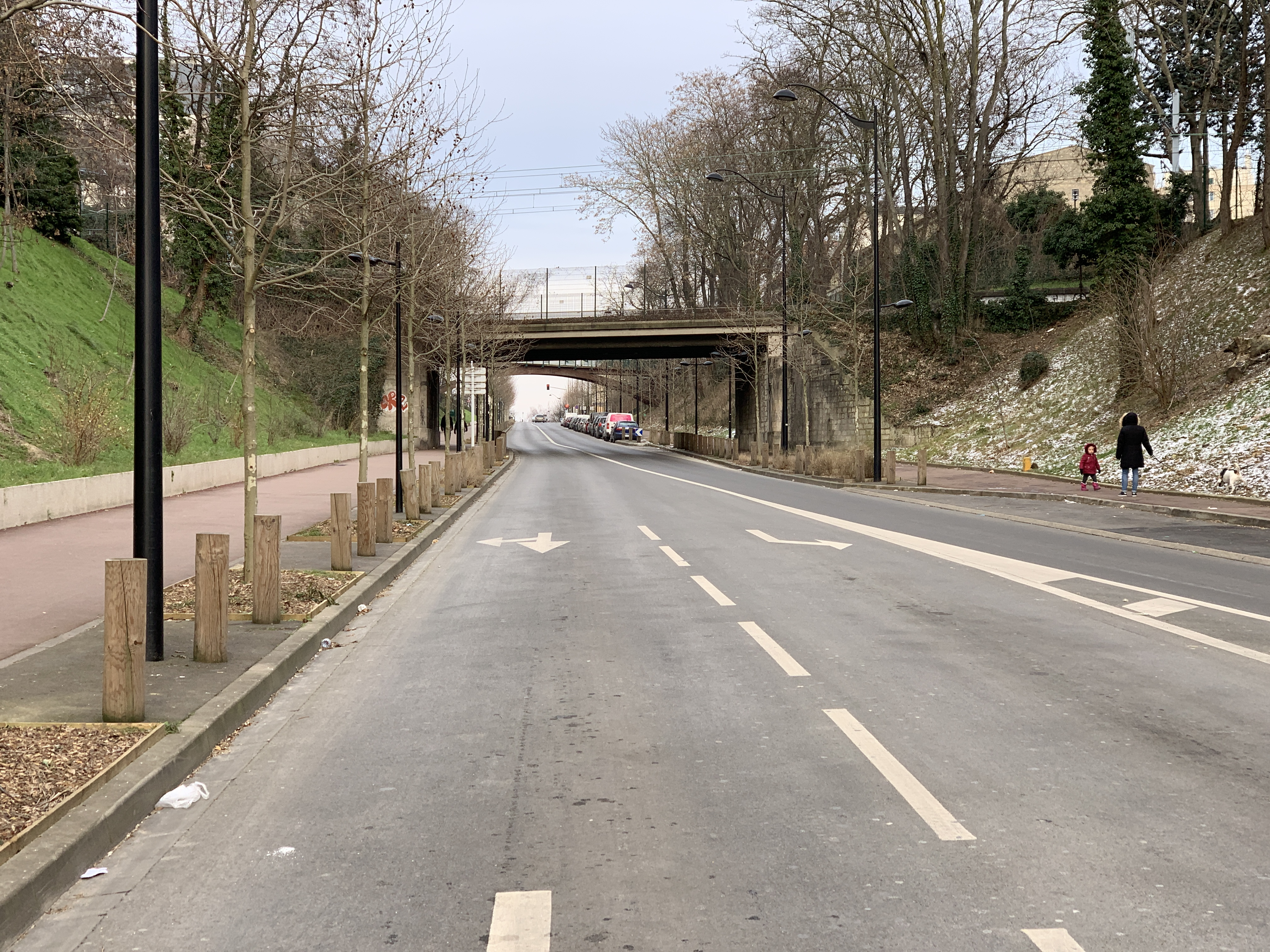
Le pont ferroviaire et la passerelle pour piétons, février 2021.

Le parcours de cette avenue suit le tracé souterrain du canal de Saint-Maur, dont le tunnel fut creusé en 1821. Ses côtés sont plantés d'arbres sur toute sa longueur.
Elle est franchie par le viaduc du RER A puis par une passerelle piétonnière qui permet de joindre les deux villes.
Elle se termine au carrefour de la rue de Paris à Joinville-le-Pont, du boulevard du Maréchal-Leclerc et de la rue de Paris à Saint-Maur-des-Fossés, autrefois appelé place du Marché-de-Joinville. Un marché se tient toujours à cet endroit, sur la place du 8-Mai-1945.

## Origine du nom
Cette avenue a été renommée en hommage à John Fitzgerald Kennedy, 35e président des États-Unis, mort le 22 novembre 1963 à Dallas.

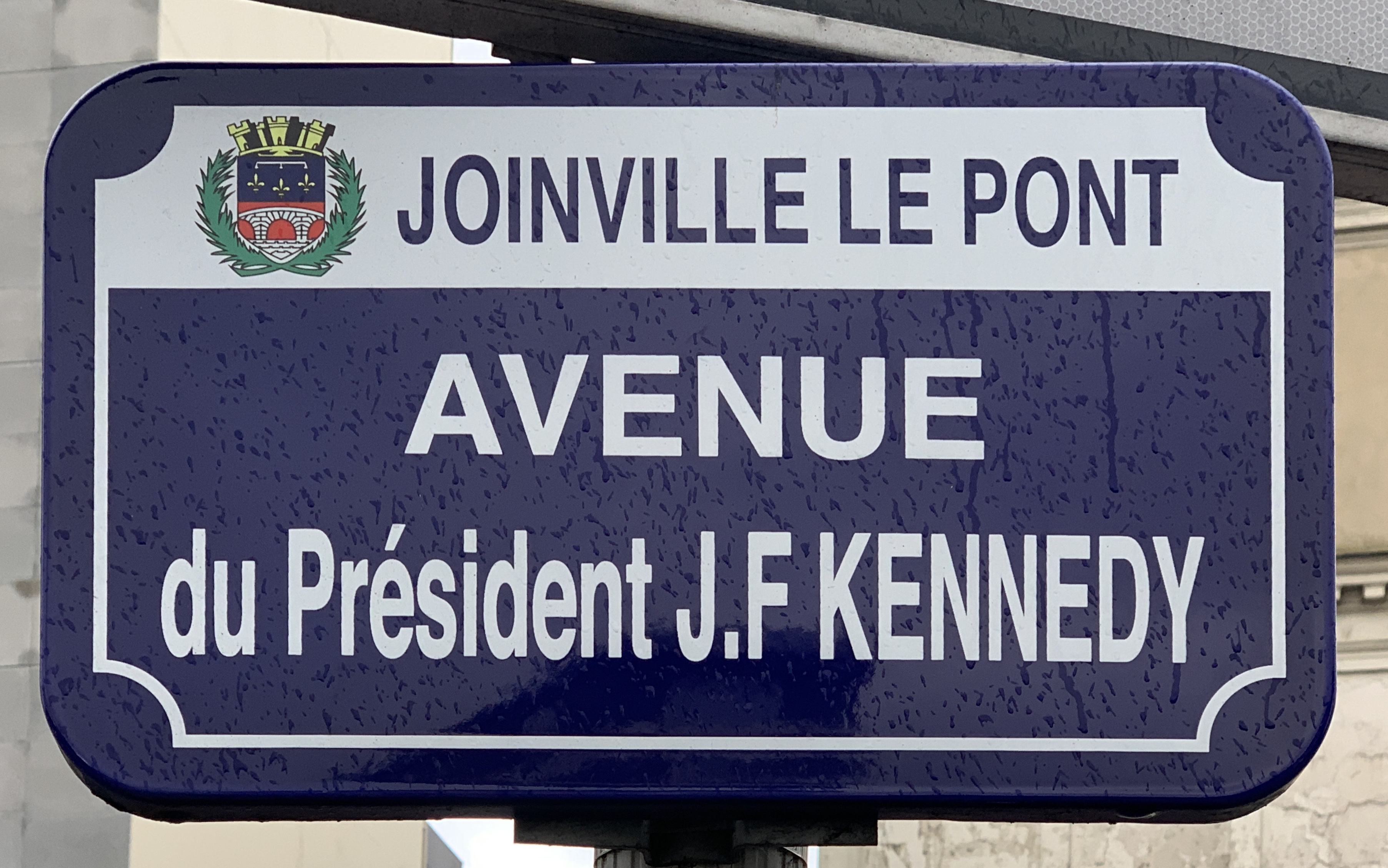
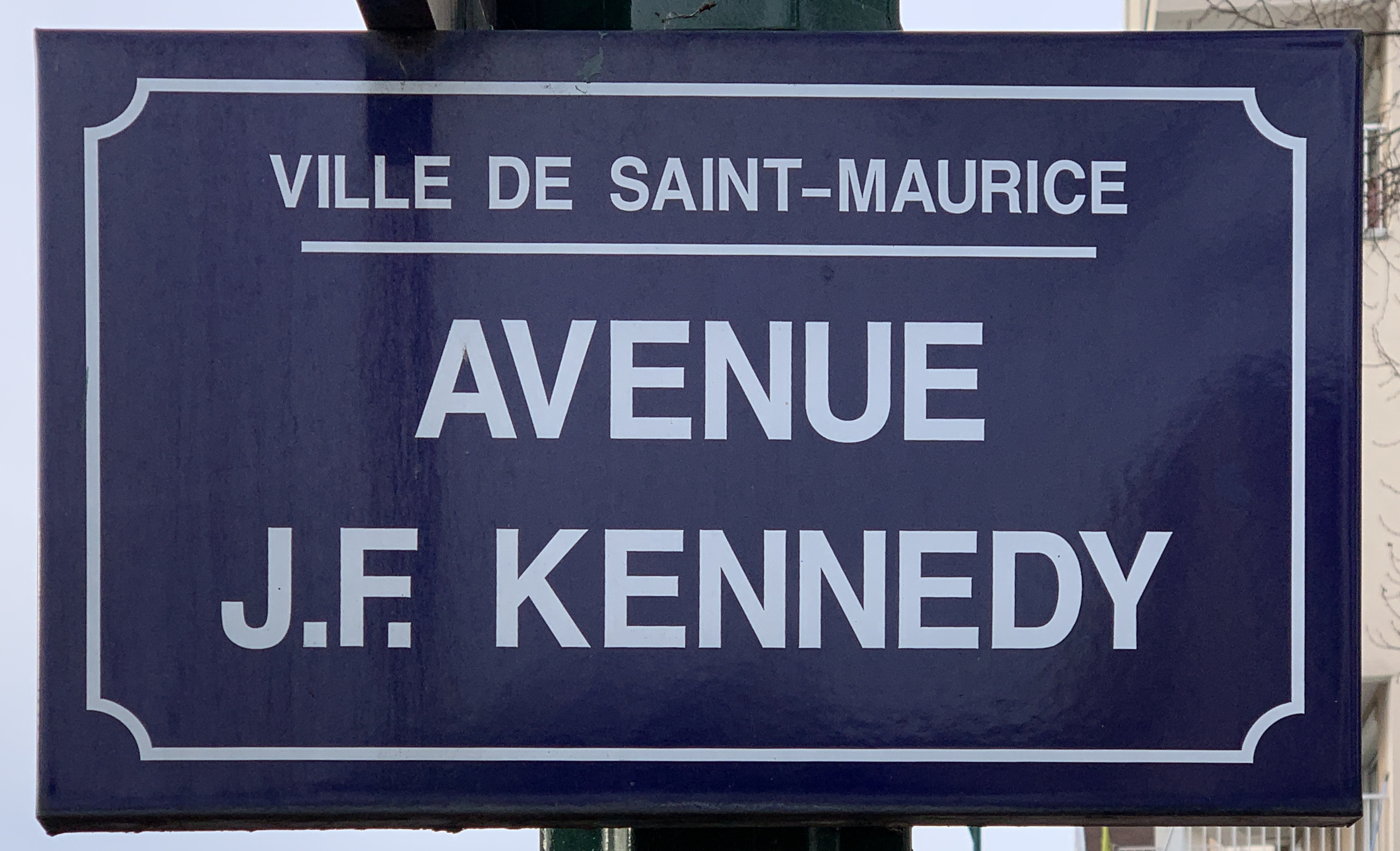

## Historique

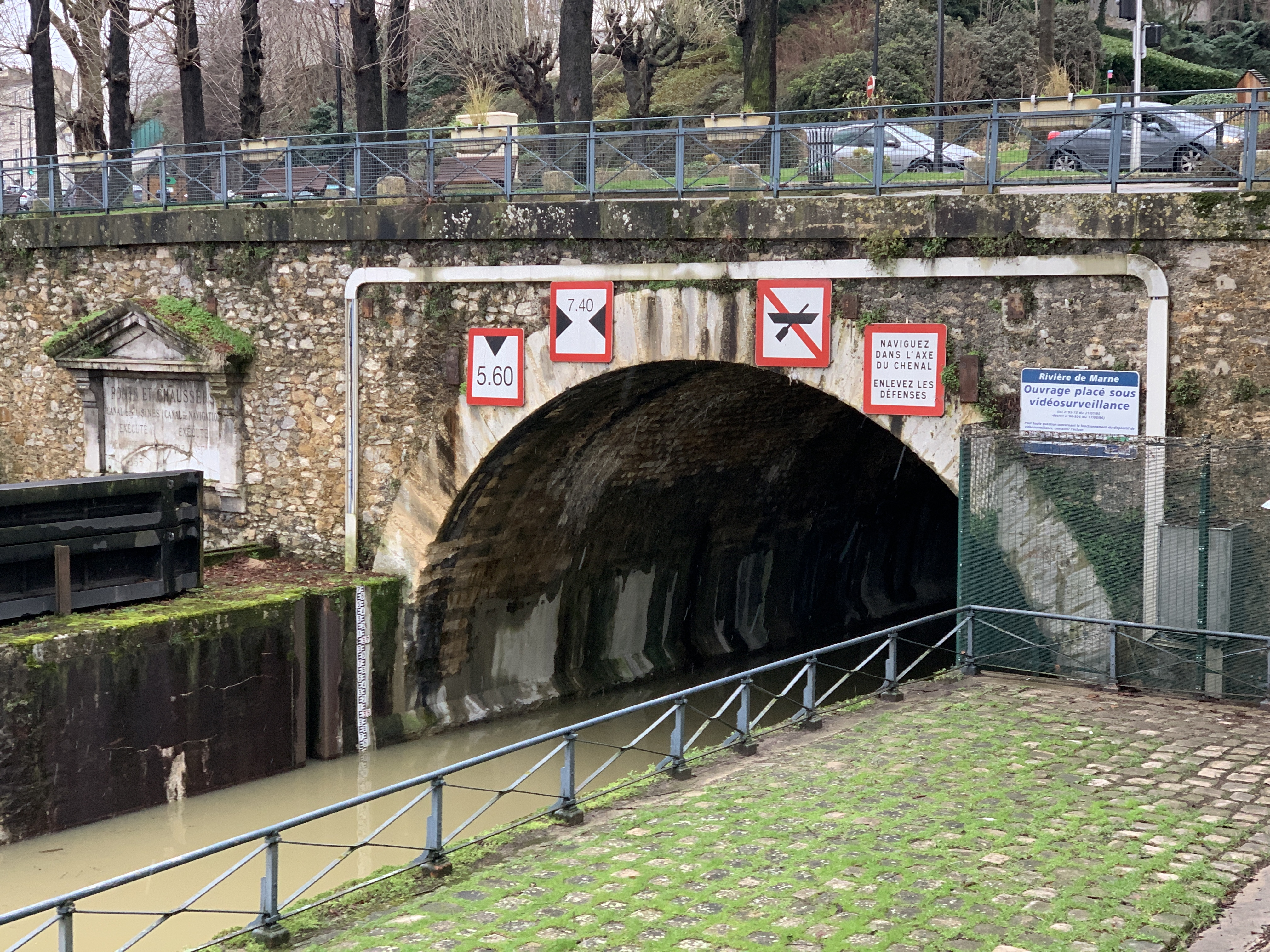
La voûte du canal de Saint-Maur.

Cette voie de circulation se présente comme une grande tranchée rectiligne permettant de passer sous la voie ferrée. Son ancien nom, allée de la Voûte,, fait référence au tunnel du canal.
L'État des communes à la fin du XIXe siècle indique en 1906 que cette annexe de ce qui était à l'époque la route départementale no 23 était déjà entièrement pavée et arborée, et précise que le tunnel du canal de Saint-Maur est doublé par un autre canal destiné à alimenter les usines élevatoires de la ville de Paris, situées à l'angle de la rue Henri-Barbusse (anciennement rue du Canal) et de l'avenue Pierre-Mendès-France
.
Le 22 juin 1944, une vague de Boeing B-17 Flying Fortress de retour d'une mission de bombardement est visée par les batteries de la DCA allemande. Un des avions est touché et un de ses quatre moteurs s'écrase dans l'avenue, sans faire de victimes.